# شجره الملوک
شجره الملوک، از آثار شعری ایرانیان است که به فرمان شاهان سیستان از دهه نخست حکومت قاجاری و تاریخ سیستان در سال‌های ۱۲۲۱–۱۲۰۶ سروده شده. تاریخ منظوم سیستان از کهن‌ترین روزگاران تا عهد فرمانروایی ملک بهرام‌خان کیانی معاصر با دوران پادشاهی فتحعلی‌شاه قاجار است. موضوع کتاب تاریخ سیاسی سیستان و تحولات فرمانروایان بومی آن است. اهمیت اثر از آن روست که زوایای ناگفته تاریخ شرق ایران، سیستان و خراسان، رویدادهای منجر به سقوط صفویان و پیامدهای آن، فرمانروایی  ملک محمود سیستانی و آخرین ملوک قدرتمند نیمروز در آستانه تجزیه سیستان در عهد قاجاریه در آن آمده‌ است. در عین حال این متن به عنوان آخرین تلاش تاریخ‌نویسی دربار ملوک نیمروز که از دوران صفاریان آغاز شده بود، حائز اهمیت است.

## معرفی اجمالی
این کتاب، تاریخ منظوم سیستان را از کهن‌ترین روزگاران تا دوره فرمانروایی ملک بهرام کیانی، هم روزگار با دوران پادشاهی فتحعلی شاه قاجار در بر می‌گیرد. موضوع کتاب را تاریخ سیاسی سیستان و دگرگونی‌های فرمانروایان بومی آن می‌توان برشمرد که به ملوک نیمروز شهیر شده‌اند. به‌طور خلاصه این کتاب اثری نفیس در تاریخ سیستان از نخستین دو دهه حکومت قاجاری است که شاعران آن، تاریخ این دیار را از دیر زمان تا روزگار خویش به شعر بیان کرده‌اند.

## ساختار
سرایندگان این متن سه تن هستند که آن را در دو دوره سروده‌اند: بخش نخست را شاعری با تخلّص صبوری آغاز کرده و شاعر دیگری به نام ناصح در این کار با او همراه شده و سرایش بخش دوم را شخصی به نام ظهیر به سرانجام رسانده‌ است. بخش نخست آن، در ۱۲۰۶ آغاز شده ودر۱۲۰۷ پایان یافته و بخش دوم (تکمله) آن که دربارهٔ رویدادهای دوران ملوک پس از عهد ملک ناصر خان گزارش می‌دهد، به سفارش ملک بهرام خان کیانی در ۱۲۱۳ (پنج سال پس از پایان یافتن بخش نخست) آغاز شده است.
این تکمله، خود دو بخش دارد:۱. رویدادهای پس از مرگ ملک ناصر خان و روی کار آمدن برادر او ملک بهرام خان؛ ۲. گزارش دربارهٔ روزگار بهرام خان کیانی، شاه مستقل سیستان.

## گزارش محتوا
درون مایه این کتاب را بر پایه دوره بندی‌های رایج در تاریخ سیستان می‌توان بررسی کرد. این متن از آغازش تا برگ «۲۷ ب»، تاریخ ایران را از روزگار پیشدادیان تا از میان رفتن دولت ساسانی گزارش می‌کند. سرایندگان پس از عرضه گزارشی سوگوارانه دربارهٔ سقوط دولت ساسانی، در گزارش رویدادهای پس از اسلام، بی درنگ به عصر حکومت یعقوب لیث می‌پردازند. این دوره را کمابیش روزگار آغازین پاگیری صفاریان و سلسله صفاری می‌خوانند که گزارش دربارهٔ آن از برگ «۲۷ ب» آغاز می‌شود و به برگ «۶۶ الف» پایان می‌یابد. تاریخ دو شاخه از خاندان صفاری؛ یعنی خاندان لیث (یعقوب، عمرو، طاهر و علی) و خلفیان از نسل ابو جعفر احمد بن محمد بن خلف، در این بخش از کتاب به نظم درآمده است.
شاخه خلفیان صفاری با غزنویان و سلجوقیان هم روزگار و درگیر بودند. به گمان، دوره ملوک نیمروز از برگ «۶۶ الف» آغاز می‌شود. آنان نیز دو شاخه داشتند: ملوک نصری از نسل ابوالفضل نصر بن احمد (۴۶۵ ق/ ۱۰۷۳ م) که تا هنگام حمله مغولان بر سیستان حکم می‌راندند و ملوک مهربانی؛ ملوک مهربانی که از نسل شمس الدین علی بن مسعود بن خلف بن مهربان بودند، از ۶۳۳ تا ۹۱۹ (دوره گسترش چیرگی مغول بر شرق ایران تا نخستین سال‌های پادشاهی طهماسب یکم صفوی) فرمان راندند.

## گزارش‌های منظوم رویدادهای ملوک
گزارش‌های منظوم رویدادهای ملوک به ویژه با تأکید بر اوضاع سیستان در دوره چیرگی مغولان و پی آمدهای اندوه بار یورش تیمور و جانشینان او بر سیستان آمده و این موضوع به ویژه دربارهٔ فرمان شاهرخ به ویران کردن بندها یا سدهای سیستان؛ یعنی عامل سازندگی آن سامان بازتاب یافته‌ است. پس از این گزارش‌ها، منظومه‌هایی دربارهٔ دوره حکومت ملک محمود بن ملک حیدر آغاز می‌شود. دولت صفوی در دوره این پادشاه مهربانی نیمروز (سیستان) کوشید که رفته رفته اقتدار خاندان‌های بومی مانند ملوک نیمروز را در منطقه‌های سنتی آنها متزلزل کند.

## گزارش رویدادهای سیستان
گزارش رویدادهای سیستان در متن این کتاب، از عهد صفویان به بعد، با اشاره به دوره ملک سلطان محمد مهربانی و از دوره شاه طهماسب یکم آغاز می‌شود. سرایندگان در این بخش نیز به بسیاری از رویدادهای خرد یاد شده در منابع کهن همچون تاریخ سیستان و منابع دوره تیموری نپرداخته و حتی به اوضاع سیستان هنگام انتقال قدرت از تیموریان به صفویان اشاره نکرده‌اند.
1. اوضاع ملوک نیمروز را در عهد صفویان در دو دوره بزرگ می‌توان گنجاند: منازعه قزلباشان با ملوک (از عهد شاه طهماسب یکم تا روی کار آمدن ملک جلال الدین محمود)؛ ملوک در این دوره آرام آرام در گستره اقتدار دولت صفوی جای گرفتند و گرچه کوشیدند در برابر سیاست‌های دولت مرکزی بایستند، ایستادگی‌شان به دلیل آشفتگی‌های موجود میان صاحب نفوذان محلی با یکدیگر کارساز نبود.
2. روزگار استقرار ملک جلال‌الدین محمد کیانی:دولت صفوی سیستان را در این دوره به دلایل گوناگونی مانند همسایگی آن با قلمرو سلطنت هند، مهم شمرد. بنا بر این، دولت مرکزی که سیاست‌هایش را از پایتخت هدایت می‌کرد، بر نظارت کامل بر اوضاع سیستان تأکید می‌نمود.

## بیشترین ارزش متن کتاب
بیشترین ارزش این متن، افزون بر گزارش منظوم آن دربارهٔ تاریخ عمومی سیستان، روایت کمابیش سال شمارانه‌اش از برآمدن و برافتادن ملوک کیانی در سیستان است. کیانیان پس از ملک محمود سیستانی به درگیری‌های درونی و فشار رقیبان بیرونی دچار شدند، اما به هر روی تا عهد قاجاران بر سر قدرت بودند. شجره‌الملوک تنها متن، دربارهٔ سنت تاریخ‌نویسی این ملوک است که گزارشی درخور دربارهٔ آخرین کیانیان قدرتمند دربردارد. این اثر با گزارش کوتاهی از تکاپوهای ملک بهرام کیانی و اوضاع سیاسی و خاندانی کیانیان پایان می‌یابد.

## وضعیت کتاب
مصحح در مقدمه، از سنت تاریخ‌نویسی ملوک نیمروز سخن گفته و کتاب حاضر را حلقه‌ای از حلقه‌های همین سنت تاریخ‌نویسی و آخرین نماینده تاریخ‌نویسی ملوک نیمروز دانسته و گفتار درازدامنی دربارهٔ آغاز و پیشینه این سنت و آثار شهیر و گران مایه آن، در دیباچه‌اش بر این کتاب آورده‌ است. از سوی دیگر، وی با بخش کردن تاریخ‌های سیستان به مرکزی و بومی، بدین گفته باور دارد که هرچه مورخان مرکزی مسائل سیستان را حاشیه‌ای می‌دیدند، مورخان سیستانی آنها را درونی می‌دانستند و بر پایه سنت تاریخ‌نویسی خود، دگرگونی‌های آن سامان را پی می‌گرفتند. پس از این کتاب، اطلاعات گسترده‌ای دربارهٔ کیانیان در منابع ایرانی در دست نیست. تنها در دوران ناصر الدین شاه قاجار و مسائل مربوط به تحدید حدود و مانند آن و رقابت‌های روس و انگلیس در ایران و سیستان، زمینه‌ای برای توجه ایرانیان و اروپاییان به سیستان فراهم می‌آید.

## پانوشت‌ها
وی در پانوشت‌های سودمند خود، به توضیح برخی از واژگان به کار رفته در متن کتاب یا ذکر تاریخ و ویژگی‌های روزگار شماری از افراد یاد شده در آن می‌پردازد و از نسخه بدل‌های برخی از بیت‌های این منظومه یاد می‌کند. نمایه کسان و طایفه‌ها، جای‌ها، کتاب‌ها و اصطلاح‌ها، در پایان کتاب آمده‌است. خوانندگان پژوهنده کتاب، از توجه به نام گذاری صفحات یا منظومه‌ها به شناسه‌های نسخه شناختی و بخش‌بندی آنها بر این پایه، ناگزیرند.

## نسخه خطی
نسخه خطی این کتاب را جورج پیتر تیت، افسر و کارشناس نقشه‌برداری انگلیسی در ۱۹۰۳–۱۹۰۵ کشف کرد. او از دانش گسترده‌ای دربارهٔ اوضاع بلوچستان برخوردار بود و در دوران دوساله‌ای که در سیستان ماند، افزون بر فراهم آوردن نقشه‌های دقیقی از این سرزمین، به پژوهش‌های میدانی فراوانی در این باره دست زد و از منابع مکتوب آنجا نیز بهره برد و در نوشته‌های خود از شجره‌الملوک یاد کرد و از بخش‌های گوناگون این کتاب بهره گرفت. شرح سفر خانیکوف به امارت افغان و سیستان (۵۹–۱۸۵۸ م) و گفتار سودمند مصحح دربارهٔ جایگاه سندها و مدرک‌های تاریخی در تاریخ معاصر ایران به ویژه سندهای مربوط به سرزمین سیستان و بررسی و ارزیابی و دسته‌بندی آنها در سنجش با درون مایه شجره الملوک، از ویژگی‌های ستودنی دیباچه مصحح بر این اثر به‌شمار می‌رود. گفتار درازدامن وی نیز دربارهٔ تاثیرهای گویش سیستانی در شعر سرایندگان این منظومه، از افزودنی‌های شایسته این بخش است. دیباچه کتاب با چهار عکس از نسخه خطی فرجام می‌یابد.